# Ministeri d'Informació i Turisme d'Espanya
El Ministeri d'Informació i Turisme fou un departament ministerial creat a Espanya durant el franquisme, encarregat de controlar la informació, la censura de premsa i de ràdio. En formaven part endemés l'administració del Turisme, indústria que va tenir una embranzida important durant aquells anys. El ministeri va deixar d'existir durant la Transició, repartit entre altres ministeris el referent a la Informació, i passant el Turisme a altres ministeris, actualment sl Ministeri d'Indústria.
El ministeri es crea per Decret-Llei de 19 de juliol de 1951, i va assumir les competències sobre mitjans de comunicació i espectacles -premsa, teatre, cinematografia i radiodifusió- que fins llavors eren atribuïdes a la Sotssecretaria d'Educació Popular, que el seu titular era Manuel Arburúa de la Miyar, mentre les de turisme havien estat atribuïdes a la Direcció general de Turisme, el director general del qual havia estat, des de la seva creació en 1938 i durant quinze anys, Luis Antonio Bolín.

## Llista de ministres
| # | Govern                     | Govern | Govern | Nom                                    | Nom                    | Inici mandat           | Fi mandat            |
| - | -------------------------- | ------ | ------ | -------------------------------------- | ---------------------- | ---------------------- | -------------------- |
| 1 | Francisco Franco Bahamonde |        | VI     |                                        | Gabriel Arias-Salgado  | 18 de juliol de 1951   | 10 de juliol de 1962 |
| 1 | Francisco Franco Bahamonde | VII    |        |                                        | Gabriel Arias-Salgado  | 18 de juliol de 1951   | 10 de juliol de 1962 |
| 1 | Francisco Franco Bahamonde | VIII   |        |                                        | Gabriel Arias-Salgado  | 18 de juliol de 1951   | 10 de juliol de 1962 |
| 2 | Francisco Franco Bahamonde | IX     |        | Manuel Fraga Iribarne                  | 10 de juliol de 1962   | 29 d'octubre de 1969   |                      |
| 2 | Francisco Franco Bahamonde | X      |        | Manuel Fraga Iribarne                  | 10 de juliol de 1962   | 29 d'octubre de 1969   |                      |
| 2 | Francisco Franco Bahamonde | XI     |        | Manuel Fraga Iribarne                  | 10 de juliol de 1962   | 29 d'octubre de 1969   |                      |
| 3 | Francisco Franco Bahamonde | XII    |        | Alfredo Sánchez Bella                  | 29 d'octubre de 1969   | 11 de juny de 1973     |                      |
| 4 | Francisco Franco Bahamonde | XIII   |        | Fernando de Liñán y Zofio              | 11 de juny de 1973     | 3 de gener de 1974     |                      |
| 5 | Francisco Franco Bahamonde | XIV    |        | Pío Cabanillas Gallas                  | 3 de gener de 1974     | 11 de març de 1975     |                      |
| 6 | Francisco Franco Bahamonde | XIV    |        | León Herrera Esteban                   | 11 de març de 1975     | 12 de desembre de 1975 |                      |
| 6 | Francisco Franco Bahamonde | XV     |        | León Herrera Esteban                   | 11 de març de 1975     | 12 de desembre de 1975 |                      |
| 7 | Joan Carles I d'Espanya    | I      |        | Adolfo Martín-Gamero y González-Posada | 12 de desembre de 1975 | 5 de juliol de 1976    |                      |
| 8 | Joan Carles I d'Espanya    | I      |        | Andrés Reguera Guajardo                | 5 de juliol de 1976    | 4 de juliol de 1977    |                      |
| 8 | Joan Carles I d'Espanya    | II     |        | Andrés Reguera Guajardo                | 5 de juliol de 1976    | 4 de juliol de 1977    |                      |